# دوان رايت
دوان رايت (بالإنجليزية: DeJuan Wright)‏ مواليد 7 ديسمبر 1988 في ديترويت، هو لاعب كرة سلة أمريكي. بدأ مسيرته الاحترافية في سنة 2012. يلعب في الدوري النمساوي لكرة السلة. يحمل الرقم 14. يبلغ طوله 6 قدم 3 بوصة (1.9 م).

## الإنجازات
- كأس السوبر الهولندية لكرة السلة (1): 2014

## روابط خارجية
- دوان رايت على موقع كرة السلة الأوروبية.كوم (الإنجليزية)
- دوان رايت على موقع DraftExpress.com (الإنجليزية)
- دوان رايت على موقع كلية كرة السلة في سبورتس رفرنس.كوم (الإنجليزية)
- دوان رايت على موقع ريلجم (الإنجليزية)
- دوان رايت على موقع بروبوليرز (الإنجليزية)